# Хороший (хутор)
Хороший — хутор в Прохоровском районе Белгородской области. Входит в состав Подолешенского сельского поселения.

## География
Находится в северной части Белгородской области, в лесостепной зоне, в пределах юго-западного склона Среднерусской возвышенности, на расстоянии примерно 14 километров (по прямой) к востоку-юго-востоку от Прохоровки, административного центра района. Абсолютная высота — 235 метров над уровнем моря.

### Климат
Климат характеризуется как умеренно континентальный, с относительно мягкой зимой и тёплым продолжительным летом. Среднегодовая температура воздуха — 5,4 °C. Средняя температура воздуха самого холодного месяца (января) — −9,2 °C; самого тёплого месяца (июля) — 16,4 — 24,3 °C. Безморозный период длится в среднем 155—160 дней. Годовое количество атмосферных осадков — 527—595 мм, из которых большая часть выпадает в тёплый период.

### Часовой пояс
Хутор Хороший как и вся Белгородская область, находится в часовой зоне МСК (московское время). Смещение применяемого времени относительно UTC составляет +3:00.

## История
Основан в 1880-х годах выходцами из села Домановки. Хутор образовался на вершине голо с одноименным названием.
По архивным данным переписи на момент 1902 года на хуторе размещались 19 дворов.
С приходом коллективизации на хуторе образовался колхоз «2-я пятилетка», который просуществовал до 50-х годов, а затем в процессе укрупнения с колхозами  им. Молотова (село  Домановка), «Октябрь» (хутор Подхороший) и «Ворошиловец» (хутор Лисички) образовали колхоз  им. Молотова. В 1955 году колхоз  им. Молотова объединился с колхозом «Победа», село. Большое.

## Население
| 2002 | 2010 |
| ---- | ---- |
| 4    | ↘1   |

### Половой состав
По данным Всероссийской переписи населения 2010 года в гендерной структуре населения мужчины составляли 100 %.

### Национальный состав
Согласно результатам переписи 2002 года, в национальной структуре населения русские составляли 100 %.